# محمد داودا
محمد داودا (بالإنجليزية: Mohammed Dauda) هو لاعب كرة قدم غاني في مركز الهجوم ولد في يوم 20 فبراير 1998، يلعب حالياً مع نادي إيسبيرغ في الدنمارك كمعار من نادي أندرلخت وسبق له اللعب مع أشانتي كوتوكو في غانا وفيتيس أرنهايم في هولندا، يبلغ طوله 176 سم.

## روابط خارجية
- محمد داودا على موقع قاعدة بيانات كرة القدم.إي يو (الإنجليزية)
- محمد داودا على موقع Soccerway.com (الإنجليزية)
- محمد داودا على موقع عالم كرة القدم.نت (الإنجليزية)